# 納特巴赫河
51°29′29″N 7°33′28″E / 51.49139°N 7.55778°E

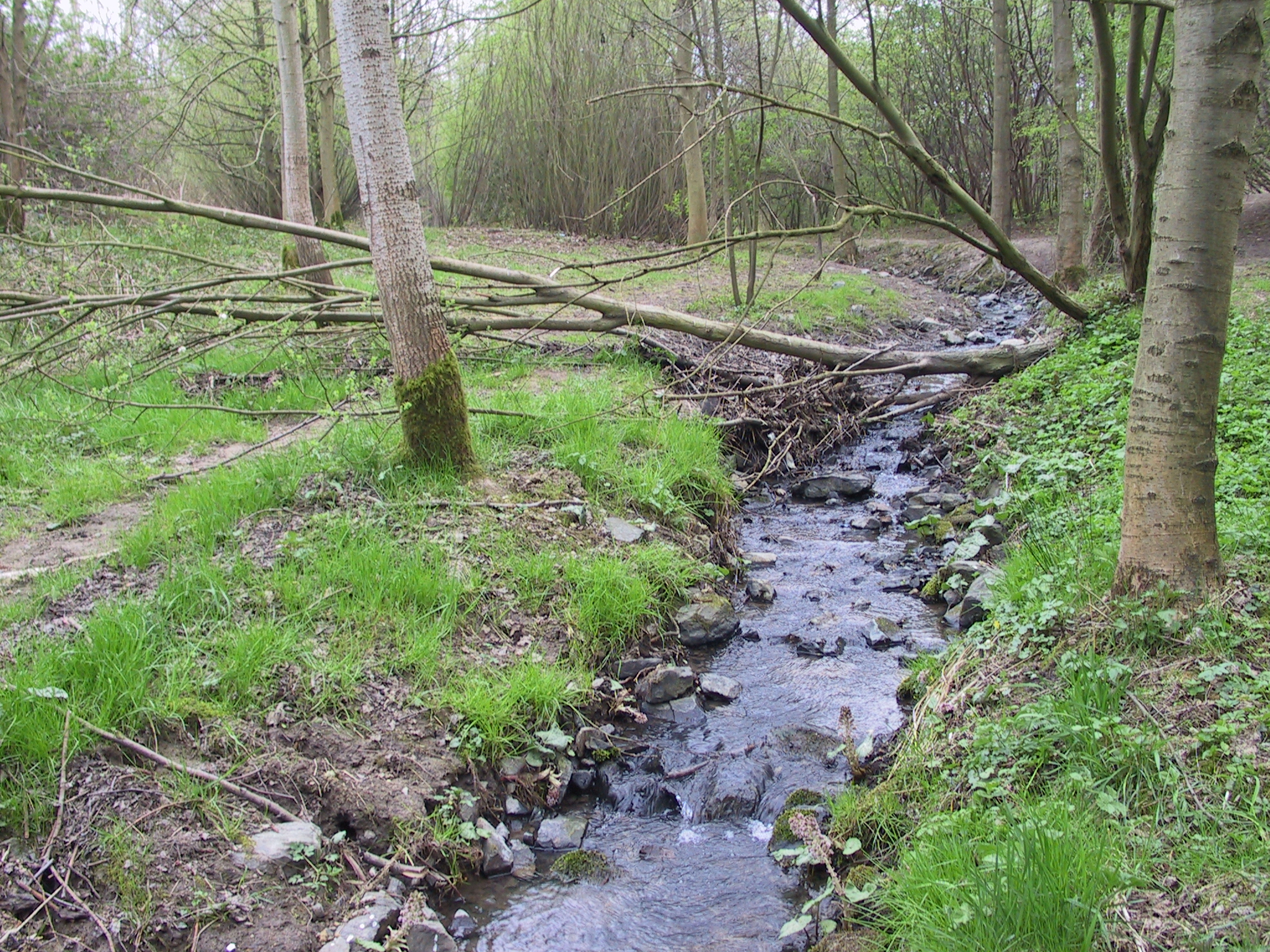

納特巴赫河（德語：Nathebach），是德國的河流，位於該國西部，處於北萊茵-威斯特法倫州，屬於埃姆舍爾河的左支流，河道全長2.8公里，發源自多特蒙德。